# 比利亚维森西奥德洛斯卡瓦列罗斯
比利亚维森西奥德洛斯卡瓦列罗斯，是西班牙卡斯蒂利亚-莱昂巴利亚多利德省的一个市镇。总面积36平方公里，总人口301人（2001年），人口密度8人/平方公里。